# Francesco Corteccia

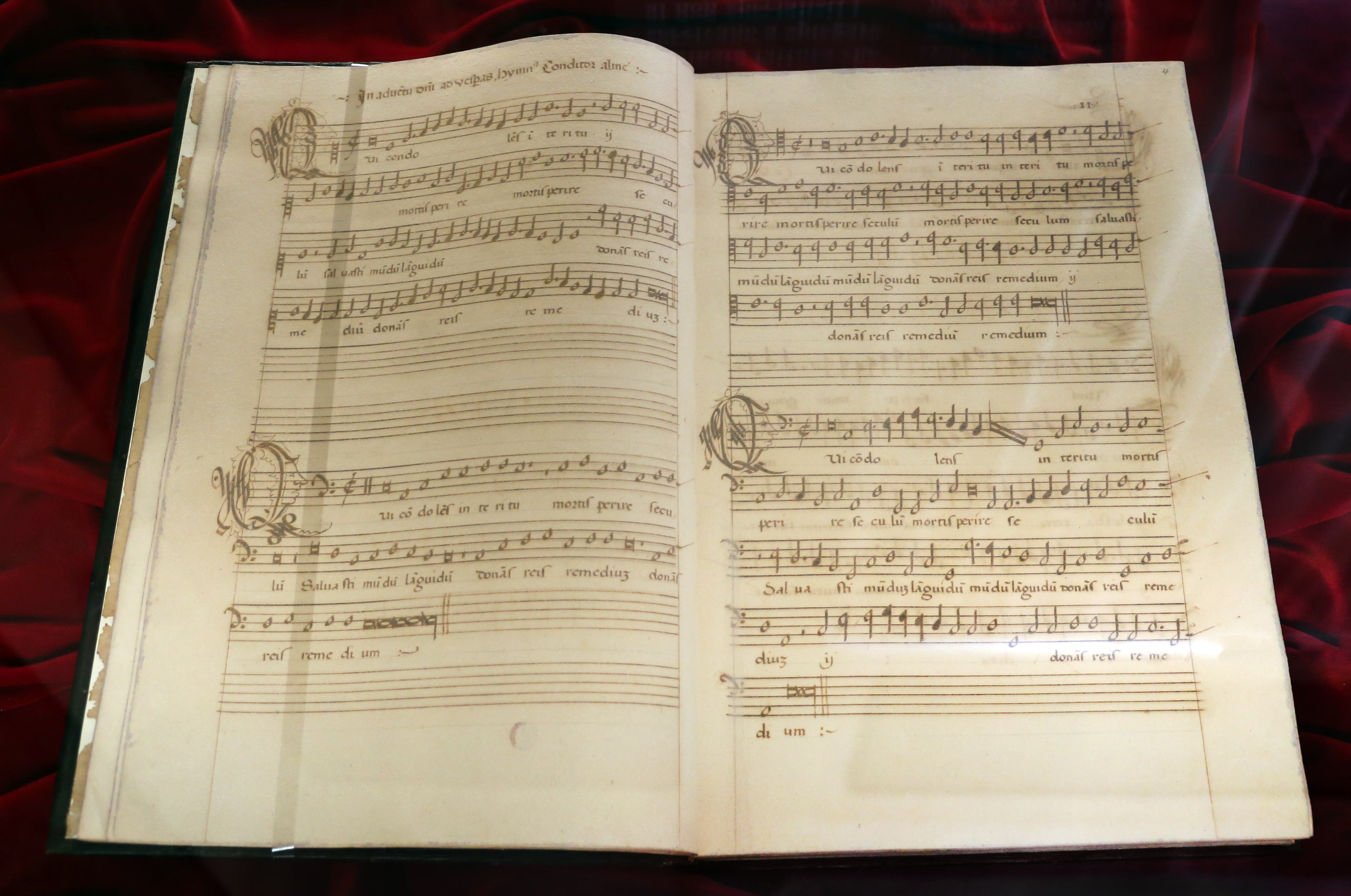
Francesco Corteccia, Hinnarium, Biblioteca Medicea Laurenziana

Francesco Corteccia, o Cortecci (Firenze, 27 luglio 1502 – Firenze, 7 giugno 1571), è stato un compositore e organista italiano.

## Biografia
Francesco Corteccia (talora latinizzato secondo la moda dell'epoca in Franciscus Corticius) fu organista, maestro di cappella e compositore attivo a Firenze.
Il Corteccia, che in precedenza era stato organista in San Lorenzo nel 1539 entrò a servizio della famiglia Medici e precisamente divenne maestro di cappella del duca Cosimo I.
Le sue composizioni si ispirano alla scuola franco-fiamminga anche se non manca una coloritura italiana. Fra le sue opere si contano madrigali (tra i quali, Le Syrene, Ballo di satiri et baccante, Sileno, Le ninphe, Ingredere, Aurora, La Notte, in gran parte eseguiti per le nozze di Cosimo I) e intermezzi ma anche pezzi strumentali. 
Rimangono come suo capolavoro i Responsori per la Settimana Santa (1527), rinvenuti, trascritti e raccolti dal musicologo Mario Fabbri nella Passione di Christo secondo Giovanni, pubblicata nel 1970.  
Francesco Corteccia ebbe molti allievi, tra i quali possono essere ricordati Cristofano Malvezzi e Luca Bati.

## Discografia
- Passione di Christo secondo Giovanni, ed. Mario Fabbri, 1975
- Passione di Christo secondo  Giovanni, Schola Cantorum "Aristotele Pacini", Atri (Te); voce recitante Carlo Orsini; direttore Carmine Leonzi; 2003.